# 普羅霍羅韋
47°0′17″N 30°27′55″E / 47.00472°N 30.46528°E
普羅霍羅韋（烏克蘭語：Прохорове）是位於烏克蘭西南部的村莊，由敖德萨州贝雷济夫卡区的伊萬尼夫卡市鎮負責管轄。該村始建於1924年，面積4.09平方公里，海拔高度25米，2001年人口450，人口密度每平方公里110.16人。